# Zemská silnice B126
Zemská silnice Leonfeldener Straße B 126 – je silnice ve spolkové zemí Horní Rakousko. Vede z Lince, hlavního města Horního Rakouska na hranice s Českou republikou. Jméno silnice je odvozeno od města Bad Leonfelden, kolem kterého prochází. Její délka je zhruba 33 km.

## Popis
Silnice B126 začíná v Linci ve čtvrti Urfahhr, výjezdem z křižovatky dálnice A7 (Mühlkreisautobahn) se zemskými silnicemi Prager Straße B125 a Rohrbacher Straße B127.
| km   | Místo              | Popis                                                                                 | m n. m. |
| ---- | ------------------ | ------------------------------------------------------------------------------------- | ------- |
| 0    | Linec – Urfahhr    | křižovatka dálnice A7 se silnicemi B125, B126 a B127                                  | 252     |
|      | Linec – Urfahhr    | průjezd ulicí Leonfeldener Straße                                                     |         |
| 1,8  | Linz-St. Magdalena | vpravo odbočka na Ferdinand-Markt Str.                                                | 272     |
| 13,4 | Hellmonsödt        | průjezd městem                                                                        | 780     |
| 18,5 | Zwettl an der Rodl | průjez městem + most přes řeku Grosse Rodl                                            | 615     |
| 25,5 | Bad Leonfelden     | počátek obchvatu kolem města                                                          | 724     |
| 26,8 | Bad Leonfelden     | odbočka vpravo na BöhmerWald Straße B38 - směr Freistadt                              | 728     |
| 28,4 | Bad Leonfelden     | konec obchvatu, odbočka vlevo na B38 – směr Rohrbach                                  | 760     |
| 33,4 | hranice A x CZ     | hraniční přechod Weigetschlag/Studánky, zde B126 končí, pokračuje v CZ silnicí II/161 | 750     |

V tabulce uvedené kilometry a nadmořské výšky jsou přibližné.